# ما بسمحلك (ألبوم)
ما بسمحلك هو أحد ألبومات المطربة نجوى كرم وصدر في عام 1995 وقد احتوى الألبوم على سبع أغاني.

## الأغاني
1. قبلك ياما
2. قلبي خيال
3. أنا أو هي
4. إتغزل فيي
5. حكم القاضي
6. ما بسمحلك
7. سهراني